# Аутопут A2 (Француска)
Ауто-пут А2 (фр. Autoroute A2) повезује ауто-пут А1 код Комблеа на Соми са белгијским аутопутем А7 близу Сен Абера на северу. На тај начин ауто-пут повезује Париз са Бриселом.

## Пут
Аутопут је 2×2 траке. Између А1 и излаза број 15 пут се наплаћује. Надлежни орган пута је компанија за аутопутеве северне и источне Француске (фр. Société des Autoroutes du Nord et de l'Est de la France (SANEF)) до 31. децембра 2032. године док је део између излаза 15 и Белгије је бесплатан.
Последња деоница која се налази између излаза 26 и граничног прелаза ограничена је на 120 km/h, једино место у Француској са овим ограничењем у земљи. Ово је постављено да би се створио континуитет са белгијским А7 (где су аутопутеви ограничени на 120 km/h).